# Hong Kong and China Gas
Hong Kong and China Gas (chinesisch 香港中華煤氣 / 香港中华煤气, kurz 中華煤氣 / 中华煤气, amtlich The Hong Kong and China Gas Company Limited 香港中華煤氣有限公司), allgemein bekannt unter Towngas (煤氣公司), ist ein chinesisches Unternehmen mit Firmensitz in Hongkong. Das Unternehmen ist im Aktienindex Hang Seng Index an der Hong Kong Stock Exchange gelistet. Hong Kong and China Gas ist der wichtigste Anbieter von Erdgas in Hongkong.  Hong Kong and China Gas wurde 1862 gegründet. Das Unternehmen wird von Alfred Chan geleitet.

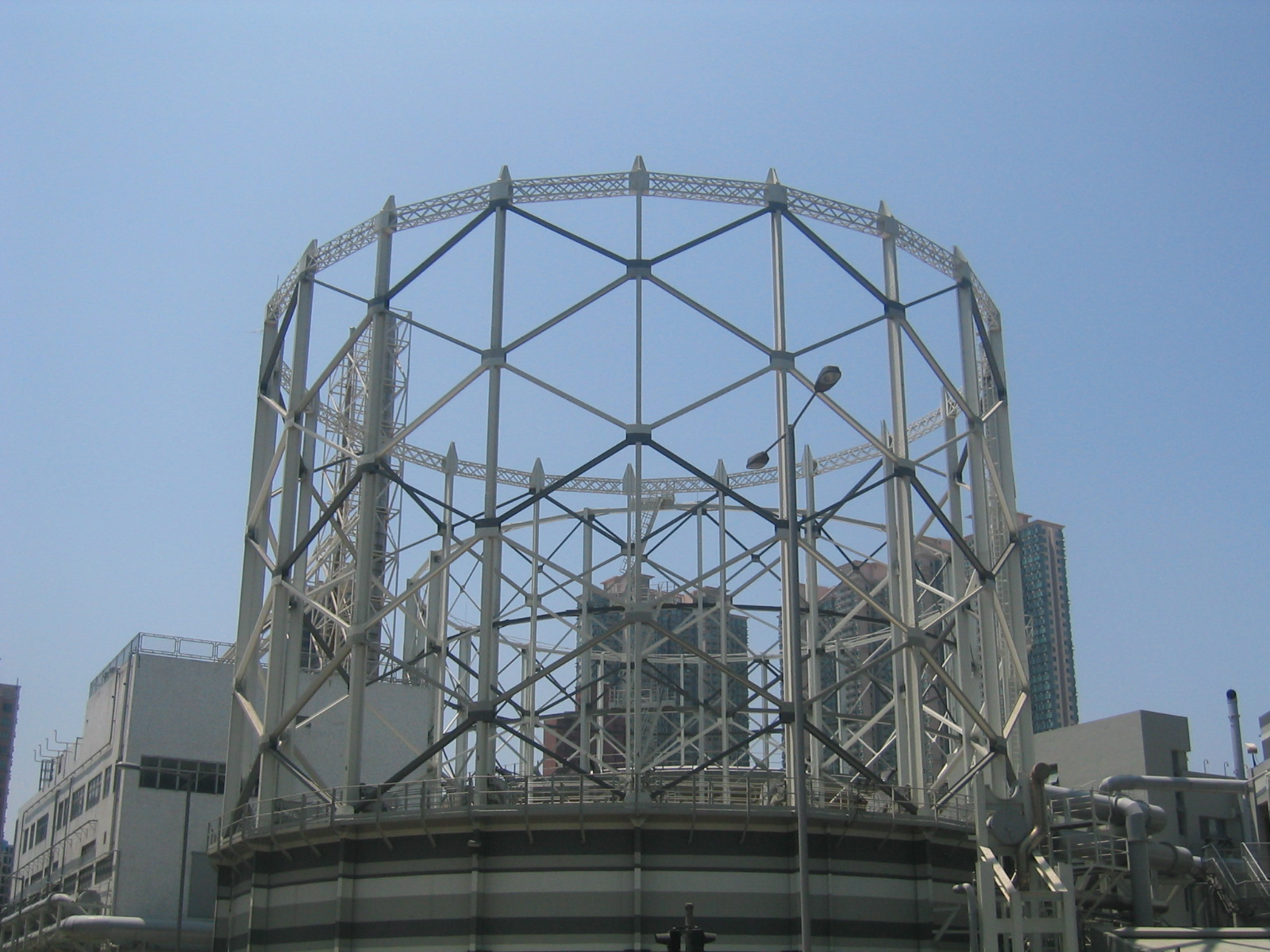
Der Gasometer des Unternehmens bei Ma Tau Kok in Hongkong.

Größter Anteilseigner an Hong Kong and China Gas ist das chinesische Unternehmen Henderson Land Development (HDL). Gegenwärtig versucht HDL die Mehrheit am Unternehmen zu erwerben. Lee Shau Kee, Vorsitzender von HDL, ist auch Vorsitzender von Hong Kong and China Gas, wie auch drei von zehn weiteren Vorstandsmitgliedern in beiden Unternehmen vertreten sind.
Das Unternehmen versorgt über das eigene Gasnetz Hongkong mit Stadtgas und ist zuständig für den Betrieb sowie Instandhaltung der letzten in Hongkong verbliebenen Gasbeleuchtung auf der Ice House Street und Duddell Street.